# Vernești
Vernești est une commune roumaine située dans le județ de Buzău.